# 최용준 (번역가)
최용준은 대한민국의 천문학자 겸 영어 번역가이다. 서울대학교 천문학과에서 학사와 석사 학위를 받고, 미시간 대학교에서 이온추진 엔진 연구로 항공우주학 박사 학위를 받았다. 현재는 콜로라도주 볼더에서 이온추진 엔진 및 저온 플라스마 현상을 연구한다. 전공을 살려 SF 문학을 주로 번역하고 있으며, 주요 작품으로 댄 시먼스의 《히페리온》, 세라 워터스의 《핑거스미스》, 어슐러 K. 르귄의 《어둠의 왼손》, 코니 윌리스의 《개는 말할 것도 없고》 등이 있다.

## 저작
- 어슐러 K. 르귄 작품
  - 내해의 어부(시공사)
  - 바람의 열두 방향(시공사)
  - 세상의 생일(시공사)
  - 어둠의 왼손(시공사)
  - 용서로 가는 네 가지 길(시공사)

- 윌리엄 맥스웰 작품
  - 그들은 제비처럼 왔다(한겨레출판)
  - 안녕, 내일 또 만나(한겨레출판)

- 댄 시먼스 작품
  - 히페리온의 노래 시리즈
    - 히페리온
    - 히페리온의 몰락

- 세라 워터스 작품
  - 끌림(열린책들)
  - 벨벳 애무하기(열린책들)
  - 핑거스미스(열린책들)

- 코니 윌리스 작품
  - 개는 말할 것도 없고(아작)
  - 둠즈데이북(아작)
  - 화재감시원(아작, 공역)

- 곤두박질(마이클 프레인, 열린책들)
- 내가 필요하면 전화해(레이먼드 카버, 문학동네)
- 넘버 나인 드림(데이비드 미첼, 문학동네)
- 래그타임(E. L. 닥터로, 문학동네)
- 보물섬(로버트 루이스 스티븐슨, 열린책들)
- 스타타이드 라이징(데이비드 브린, 열린책들)
- 아자젤(아이작 아시모프, 열린책들)
- 앰버 연대기 1~5(로저 젤라즈니, 사람과책)
- 유령이 쓴 책(데이비드 미첼, 문학동네)
- 이 사람을 보라(마이클 무어콕, 시공사)
- 이상한 나라의 앨리스(루이스 캐럴, 열린책들)
- 익스팬스: 깨어난 괴물(제임스 S. A. 코리, 아작)
- 죽은 자에게 걸려온 전화(존 러카레이, 열린책들)
- 키리냐가(마이크 레스닉, 열린책들)